# Бурчалин, Михаил Александрович
Михаил Александрович Бурчалин (25 июня 1993 года, Тамбов, Тамбовская область, Россия) — член сборной России по пулевой стрельбе, бронзовый призёр Всемирной Универсиады в Южной Корее в стрельбе из трех положений с дистанции 50 метров. Мастер спорта России (2013).

## Биография и карьера
Учился в институте математики, физики и информационных технологий ТГУ им Г. Р. Державина.
Спортсмен стрелкового клуба «ДОСААФ» города Тамбова с 2004 года. Тренируется под руководством Молчанова А. А., мастера спорта СССР. Неоднократно становился победителем и призёром Первенств России и соревнований всероссийского уровня, после чего в 2011 году вошёл в состав сборной России.
В 2013 году завоевал свою первую медаль международного уровня — «золото» на чемпионате мира ДОСААФ в Душанбе (командный зачет). В этом же году был кандидатом на участие в летней Всемирной Универсиаде 2013, которая проходила в Казани. Но из-за неполадок с оружием неудачно выступил в решающем отборочном старте, вследствие чего стал пятым в отборочном списке (три человека проходили в команду).
Через два года прошёл отбор на Всемирную Универсиаду 2015 (Кванджу, Южная Корея). Там взял бронзовую медаль в стрельбе из малокалиберной винтовки с дистанции 50 метров из трех положений (командные соревнования).

## Вне спорта
В 2015 году закончил ТГУ им Г. Р. Державина на специальности «информационные технологии» и в этом же году поступил в этот же университет в магистратуру на направление «Спорт высших достижений».